# Любомирский, Генрик Людвик
Князь Генрих Людвик Любомирский (15 сентября 1777, Ровно, Волынское воеводство, Речь Посполитая — 20 октября 1850, Дрезден, Саксония (королевство)) — магнат, политический деятель, литературный куратор, покровитель искусств, основатель Музея Князей Любомирских во Львове, 1-й ординат Пшеворский (1825—1850).

## Биография
Представитель русьского княжеского рода Любомирских герба «Дружина». Старший сын каштеляна киевского и генерал-лейтенанта польской армии Юзефа Александра Любомирского (1751—1817) и Людвики Сосновской (1751—1836). 
Младший брат — Фридрих Вильгельм Любомирский (1779—1848).
Основатель австрийской (пшеворской) ветви княжеского рода Любомирских. В 1825 году стал первым наследственным ординатом Пшеворским. Из-за повстанческой деятельности создателя Пшеворский майорат был легализован австрийскими властями только после его смерти.
Известен как куратор Национальной библиотеки имени Оссолинских во Львове. Внес свой вклад в её развитие, опубликовал в печати несколько работ.
С 1813 года — член масонской ложи «Побежденный предрассудок» в Кракове.

## Семья и дети
24 мая 1807 года в Корце женился на княжне Терезе Чарторыйской (13 июля 1785 — 31 декабря 1868), дочери стольника литовского и старосты луцкого, князя Юзефа Клеменса Чарторыйского (1740—1810), и Барбары Любомирской (урожденной княжны Яблоновской) (1760—1844). Супруги имели четырёх детей:
- Дорота (1807—1832)
- Изабелла Мария (1808—1890), муж с 1829 года князь Владислав Иероним Адам Сангушко (1803—1870)
- Ядвига Юлия Ванда (1815—1895), муж с 1836 года принц Эжен I де Линь (1804—1880)
- Ежи Генрик (1817—1872), женат с 1853 года на графине Сесилии Замойской (1831—1904)

## Потомки
Его дочь Изабелла Марии Любомирская была бабушкой по материнской линии князя Владислава Леона Сапеги. Владислав Леон Сапега был дедом по отцовской линии Софии Коморовской (урожденной Сапеги), внучкой которой является Матильда д’Удекем д’Акоз, королева-консорт Бельгии. Таким образом, князь Генрик Людвик Любомирский является предком в 7-м поколении королевы Бельгии Матильды.